# George Clinton
George Clinton (Kannapolis, Carolina del Norte, 22 de julio de 1941) es un cantante, compositor y productor estadounidense. Fue el principal artífice del P-Funk y la cabeza de las bandas Parliament y Funkadelic desde los años sesenta hasta principios de los ochenta. 
Comenzó su carrera en solitario en 1981 y ha sido citado como uno de los principales innovadores de la música funk junto con James Brown y Sly Stone. Fue admitido en el Salón de la Fama del Rock and Roll en 1997 junto con otros 15 miembros de Parlament-Funkadelic.

## Carrera

### Primeros años
Clinton nació en Kannapolis, Carolina del Norte, pero se crio en Plainfield, Nueva Jersey. Actualmente reside en Tallahassee, Florida. Durante diez años, Clinton formó una banda de doo-wop inspirada en Frankie Lymon & the Teenagers. El grupo se llamó The Parliaments.

### Años sesenta y setenta
Durante un corto periodo en los sesenta, Clinton fue compositor de Motown. A pesar del fracaso comercial al principio y de cosechar un solo éxito, I Wanna Testify (1967), siguió produciendo gran cantidad de discos. 
The Parliaments finalmente encontraron éxito bajo los nombres Parliament & Funkadelic en los años setenta. Estas dos bandas combinaron los elementos de músicos tan notables como Jimi Hendrix, Sly & The Family Stone, Cream y James Brown, mientras exploraban nuevos sonidos. Clinton y Parliament-Funkadelic dominaron en los años setenta con más de 40 singles que se colaron en las listas de R&B (incluyendo tres número uno) y consiguiendo tres álbumes de platino.

### Años ochenta
La carrera en solitario de Clinton comenzó en 1981, aunque sigue como productor musical, produciendo álbumes para Bootsy Collins y Red Hot Chilli Peppers, entre otros. 
A principios de los ochenta, Clinton registró varios álbumes en solitario. La razón principal para registrar bajo su propio nombre fueron las dificultades legales, debido a las ediciones complejas del copyright y de la marca registrada que rodeaba el nombre Parliament y la compra de Polygram de la marca anterior Casablanca Records de ese grupo.

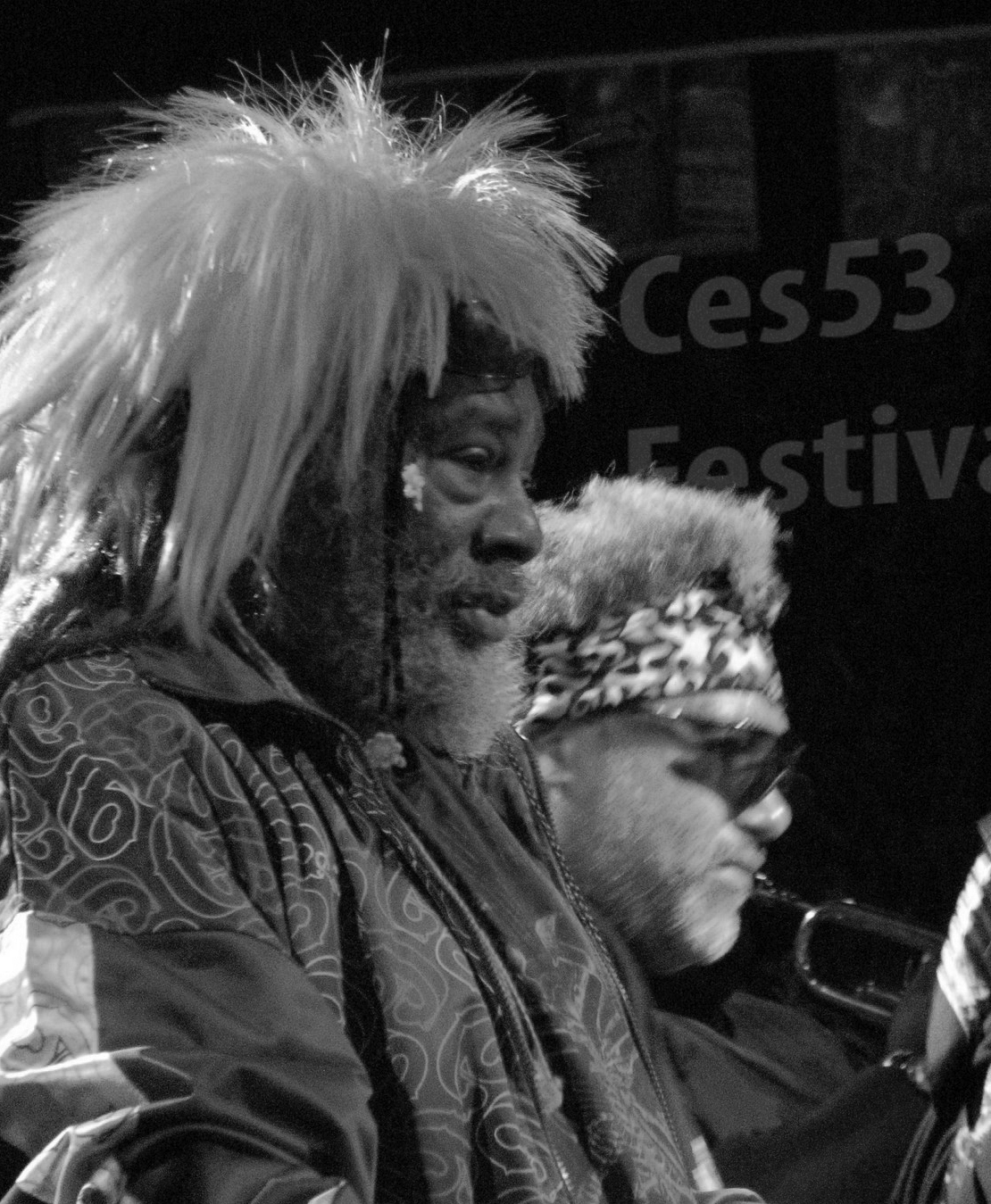
George Clinton actuando en Holanda (2008)

En 1982 firmó con la discográfica Capitol Records bajo dos nombres: su propio (como solista) y como P-Funk All-Stars, lanzando el álbum Computer Games bajo su propio nombre ese mismo año. El éxito Loopzilla alcanzó el top 20 en las listas de R&B, seguido por Atomic Dog, que alcanzó el número 1 de R&B y el 101 en las listas de pop.
En los siguientes cuatro años, Clinton lanzó tres álbumes de estudio más, You Shouldn't-Nuf Bit Fish, Some of My Best Jokes Are Friends, y Skeletons in the Closet, así como un álbum en vivo, Mothership Connection (Live from the Summit, Houston, Texas), así como tres sencillos que alcanzaron el top 30 de R&B, Nubian Nut, Last Dance y Do Fries Go with That Shake?. Este período estuvo marcado por múltiples problemas legales (resultando en dificultades financieras) debido a problemas complejos de regalías y derechos de autor, especialmente con Bridgeport Music, de la que Clinton afirma que la propia discográfica obtiene fraudulentamente los derechos de autor de muchas de sus grabaciones.
En 1985 fue contratado por los Red Hot Chilli Peppers para producir su álbum Freaky Styley, ya que los miembros de la banda eran enormes fanes de Clinton y del funk en general.
A mediados de los ochenta, muchos artistas de hip-hop y rap citaron la carrera de Clinton como influyente. Junto con James Brown, las canciones de Clinton con Parlament-Funkadelic fueron utilizadas a menudo por los productores del rap.
En 1989, Clinton lanzó The Cinderella Theory para Paisley Park Records, la discográfica de Prince. A esto le siguió Hey Man y Smell my Finger (1993). Clinton entonces firmó con Sony 550 y lanzó T.A.P.O.A.F.O.M. (1996), siglas de the awesome power of a fully operational mothership, traducido al español como el impresionante poder de una nave nodriza completamente operativa; reuniéndose con varios miembros de Parlament-Funkadelic.

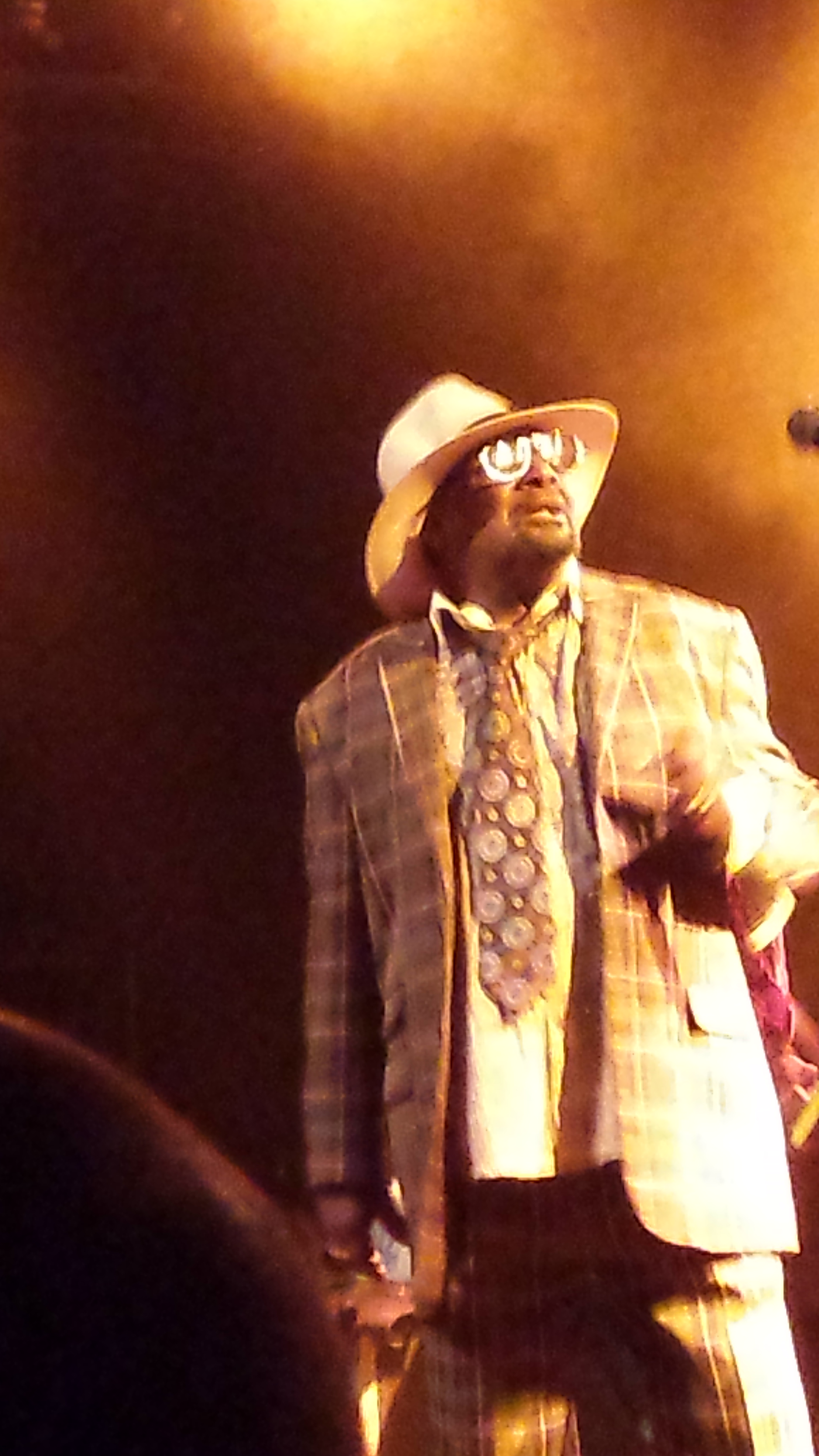
George Clinton en una actuación en Nueva Zelanda (2015)

### Años noventa y 2000's
Clinton colaboró con varias canciones en 1994 de la banda Primal Scream's del álbum de estudio Give Out But Don't Give Up. En 1995, Clinton cantó Mind Games en el tributo a John Lennon Working Class Hero. En los noventa, Clinton apareció en varios filmes como Graffiti Bridge (1990), House Party (1990), PCU (1994), Good Burger (1997) y The Breaks (1999). 
En 1997 aparece como él mismo en el show de Cartoon Network Ghost Coast to Coast. Clinton también trabaja para Rockstar Games como la voz de The Funktipus, el DJ de la radio de funk Bounce FM en el videojuego Grand Theft Auto: San Andreas (2004), en el cual aparece su canción Loopzilla.
El rapero Dr. Dre probó la mayoría de los ritmos de Clinton para crear su era musical basada en el G-funk. En 1999, Clinton colaboró con Lil'Kim, Fred Durst y Mix Master Mike para el sencillo Get Naked de Methods of Mayhem.
Mostrando su influencia en el rap y el hip-hop, también trabaja con Tupac Shakur en la canción Can't C Me, del álbum All Eyez on Me; con Ice Cube en la canción y videoclip Bop Gun (One Nation) del álbum Lethal Injection (que tomó como ejemplo el primer éxito de Funkadelic One Nation Under a Groove); con Outkast en la canción Synthesizer del álbum Aquemini; con Redman en la canción J.U.M.P, del álbum Malpractice, con Souls of Mischief en Mama Knows Best, del álbum Trilogy: Conflict, Climax, Resolution; con Killah Priest en Come with Me, del álbum Priesthood; y con The Wu Tang Clan en Wolves, del álbum 8 Diagrams.
Clinton fundó su propio sello discográfico llamado The C Kunspyruhzy en 2003. Hizo un cameo en Where Were We?, el estreno de la segunda temporada de la serie de televisión de CBS How I Met Your Mother, el 18 de septiembre de 2006.
Escribió el tema de The Tracey Ullman Show You're Thinking Right. También apareció en el álbum de Snoop Dogg The Blue Carpet Treatment en 2007. Además, fue juez en la quinta edición de los Independent Music Awards para apoyar las carreras de varios artistas independientes.

### Actualidad
En 2018 George Clinton anunció su retiro de los escenarios, que concretó en 2019. Si bien había tenido una cirugía de marcapasos poco antes, Clinton negó que fuera la causa y aseguró que Parliament-Funkadelic seguirá actuando sin él.

## Vida personal
El 1 de febrero de 2010 fue hallado sin vida su hijo George Clinton Jr. en su casa de Florida. Según las autoridades, llevaba muerto varios días y murió por causas naturales. 
Clinton contrajo matrimonio con Stephanie Lynn Clinton en 1990. En febrero de 2013 se divorciaron después de 22 años de matrimonio.

## Discografía

### Álbumes de estudio
| Año                                         | Álbum                                    | Posición en las listas | Posición en las listas |
| Año                                         | Álbum                                    | US                     | USR&B                  |
| ------------------------------------------- | ---------------------------------------- | ---------------------- | ---------------------- |
| 1982                                        | Computer Games                           | 40                     | 3                      |
| 1982                                        | You Shouldn't-Nuf Bit Fish               | 102                    | 18                     |
| 1985                                        | Some of My Best Jokes Are Friends        | 163                    | 17                     |
| 1986                                        | R&B Skeletons in the closet              | 81                     | 17                     |
| 1989                                        | The Cinderella Theory                    | 192                    | 75                     |
| 1993                                        | Hey Man, Smell My Finger                 | 145                    | 31                     |
| 1993                                        | Dope Dogs                                | —                      | —                      |
| 1996                                        | T.A.P.O.A.F.O.M.                         | 121                    | —                      |
| 2005                                        | How Late Do U Have 2BB4UR Absent?        | —                      | —                      |
| 2008                                        | George Clinton and His Gangsters of Love | —                      | 34                     |
| "—" significa que no aparece en las listas. |                                          |                        |                        |

### Álbumes en vivo
| Año  | Álbum                                         |
| ---- | --------------------------------------------- |
| 1976 | The Mothership Connection – Live from Houston |
| 1990 | Live at the Beverly Theater                   |
| 1995 | Mothership Connection Newberg Session         |
| 2004 | 500,000 Kilowatts of P-Funk Power (Live)      |
| 2006 | Take It To The Stage (Live)                   |
| 2015 | P-Funk Live at Metropolis                     |

### Sencillos en solitario
| 1982                                        | "Loopzilla"                                                                                | 19 | 48 | 57 | Computer Games              |
| 1982                                        | "Atomic Dog"                                                                               | 1  | 38 | 94 | Computer Games              |
| 1983                                        | "Nubian Nut"                                                                               | 15 | —  | —  | You Shouldn't-Nuf Bit Fish  |
| 1986                                        | "Do Fries Go with That Shake?"                                                             | 13 | —  | 57 | R&B Skeletons in the Closet |
| 1986                                        | "R&B Skeletons (In the Closet)"                                                            | —  | —  | —  | R&B Skeletons in the Closet |
| 1989                                        | "Why Should I Dog You Out?"                                                                | —  | —  | —  | The Cinderella Theory       |
| 1989                                        | "Tweakin'"                                                                                 | —  | —  | —  | The Cinderella Theory       |
| 1993                                        | "Paint The White House Black"                                                              | —  | —  | —  | Hey Man, Smell My Finger    |
| 1993                                        | "Martial Law                                                                               | —  | —  | —  | Hey Man, Smell My Finger    |
| 1996                                        | "If Anybody Gets Funked Up (It's Gonna Be You)" (as George Clinton & the P-Funk All-Stars) | 13 | —  | 97 | T.A.P.O.A.F.O.M.            |
| "—" significa que no aparece en las listas. |                                                                                            |    |    |    |                             |

## Filmografía
| Título         | Año  | Personaje |
| -------------- | ---- | --------- |
| Good Burguer   | 1997 | Cameo     |
| Good Burguer 2 | 2023 | Cameo     |